# Kiri
Il Kiri (桐? lett. "Paulownia") è stato un cacciatorpediniere della Marina imperiale giapponese, sesta unità della classe Matsu. Fu varato nel maggio 1944 dal cantiere navale dell'arsenale di Yokosuka.
Appartenente alla 43ª Divisione, entrò in servizio effettivo in ottobre e partecipò marginalmente alla battaglia del Golfo di Leyte, per poi essere coinvolto in un'importante missione di scorta a un convoglio diretto dal Giappone a Manila. Qui giunto partecipò, verso la metà di dicembre, a una delle ultime missioni di trasportro truppe alla volta di Ormoc sull'isola di Leyte, durante la quale subì danni a causa di un attacco aereo e salvò l'equipaggio del cacciatorpediniere Yuzuki. Riguadagnati i porti nazionali nel gennaio 1945, fu rimesso in efficienza e per i restanti mesi della seconda guerra mondiale operò a regime ridotto a Shanghai e nelle acque nipponiche. Dopo la formale resa giapponese fu ceduto all'Unione Sovietica nel 1947, la quale lo tenne in servizio fino al 1969.

## Caratteristiche
Il Kiri presentava una lunghezza fuori tutto di 100 metri, una larghezza massima di 9,35 metri e un pescaggio di 3,30 metri; il dislocamento a pieno carico ammontava a 1 676 tonnellate. L'apparato motore era formato da due caldaie Kampon, due turbine a ingranaggi a vapore Kampon, due alberi motore con elica: erano erogati 19 000 shp, sufficienti per una velocità massima di 27,75 nodi (52,73 km/h); l'autonomia massima era di 4 680 miglia nautiche a 16 nodi (8 667 chilometri a 30,4 km/h). L'armamento era articolato su tre cannoni Type 89 da 127 mm L/40 in due affusti pressoché scoperti; quattro tubi lanciasiluri da 610 mm raggruppati in un impianto Type 92 e senza ricarica; venti cannoni automatici Type 96 da 25 mm L/60 e due lanciatori Type 94 per bombe di profondità (36 a bordo). Infine erano stati forniti un sonar Type 93 e un radar Type 22. All'entrata in servizio l'equipaggio era formato da 210 uomini.

## Servizio operativo

### Con la Marina imperiale
Il cacciatorpediniere Kiri fu ordinato nell'anno fiscale edito dal governo giapponese nel 1944. La sua chiglia fu impostata nel cantiere navale dell'arsenale di Yokosuka il 1º febbraio 1944 e il varo avvenne il 27 maggio seguente; fu completato l'11 agosto e il comando fu affidato al capitano di corvetta Makoto Kawabata. Fu immediatamente assegnato all'11ª Squadriglia cacciatorpediniere, dipendente dalla Flotta Combinata e demandata all'addestramento delle nuove unità in tempo di guerra.
Conclusi la messa a punto e la preparazione, il 10 ottobre fu inserito nella 43ª Divisione cacciatorpediniere già comprendente i gemelli Momo, Maki, Take, Ume; la divisione faceva parte della 31ª Squadriglia di scorta, da poco transitata agli ordini della Flotta Combinata che l'assegnò alla componente aeronavale della flotta da battaglia nipponica. Il 18 il Kiri, il Kuwa e il Maki seguirono la nave ammiraglia Isuzu a Ōita, dove si trovava l'ultimo membro della divisione (il Sugi). Il 20 i quattro cacciatorpediniere aprirono la strada nel Canale di Bungo alle portaerei della 3ª Flotta, diretta verso le Filippine per partecipare alla battaglia del Golfo di Leyte; nel corso del viaggio essi dovettero essere riforniti, dato che non avevano ampia autonomia. Il Kiri e il Sugi ebbero solo una partecipazione marginale allo scontro, limitandosi a recuperare i piloti del gruppo imbarcato della Zuikaku che erano caduti in mare con i propri apparecchi; rimasero così abbastanza isolati dal resto della squadra e le si riunirono solo nel corso del ripiegamento in Giappone. Il 9 novembre la 43ª Divisione al completo, il cacciatorpediniere Shimotsuki e l'incrociatore leggero Isuzu scortarono le navi da battaglia Hyuga e Ise alla base di Mako; questa formazione salpò alla volta di Manila, carica di equipaggiamenti, materiali e scorte, ma la sera del 13 novembre l'alto comando la dirottò nella zona fittamente ricoperta di isole a ovest di Palawan, dopo aver appreso dei ripetuti attacchi sul porto dei gruppi imbarcati statunitensi. Qui rimasero le corazzate e alcuni cacciatorpediniere in attesa di navi da trasporto veloci, mentre l'Isuzu con il Kuwa, il Momo e il Sugi mettevano nuovamente la prua sulla città filippina; assieme all'Ume, il Kiri ebbe il nuovo incarico di rafforzare lo schermo difensivo a una parte importante della 2ª Flotta, in ripiegamento dopo la disfatta nella battaglia del Golfo di Leyte, e rimase di pattuglia tra Brunei e Mako fino al 20 novembre. L'unità raggiunse a sua volta questa località il 21 e fu inclusa nella scorta di un convoglio che, l'8 dicembre, approdò a Manila; il giorno successivo il Kiri fu scelto per rinforzare lo schermo difensivo del convoglio numero 9, uno degli ultimi radunati per recare truppe e rifornimenti all'isola di Leyte, dove la guarnigione stava contenendo il terreno alle divisioni statunitensi. Sia l'andata che il ritorno furono scanditi da attacchi aerei e, durante quello del 12 dicembre, il Kiri fu mitragliato diverse volte e accusò danni di una certa entità: la sua mobilità non fu comunque intaccata e, tratti in salvo i 214 membri dell'equipaggio del vecchio cacciatorpediniere Yuzuki in affondamento (incluso il comandante della 30ª Divisione, capitano di vascello Sawamura), riprese il viaggio verso Manila, toccata il giorno dopo. Già il 14 riprese il mare sempre inquadrato nella scorta di un convoglio che fece tappa alla colonia di Formosa e, quindi, si fermò l'8 gennaio 1945 a Moji senza aver subito perdite.
Il Kiri proseguì per suo conto verso Kure, dove arrivò due giorni dopo per le riparazioni. È molto probabile che in questa occasione la contraerea di bordo fu incrementata con cinque cannoni Type 96 da 25 mm su affusto singolo (uno dei quali montato al centro dello scafo, tra il fumaiolo e la tuga) e che, sull'albero di maestra tripode, sia stato assicurato un radar Type 13 per la ricerca aerea. Sempre durante questo raddobbo o in una successiva revisione, il carico di bombe di profondità fu aumentato a sessanta ordigni. Il 22 gennaio salpò da Moji per difendere con altre unità il convoglio Mota-33, diretto a Kīrun carico di rinforzi e materiali; il viaggio fu tranquillo e il Kiri fu quindi distaccato a Shanghai. Da questo momento in avanti gli spostamenti e le azioni del cacciatorpediniere non sono noti; si sa soltanto che, con le navi sorelle della 31ª Squadriglia di scorta, passò il 5 febbraio alle dipendenze della Flotta Combinata, eccettuato il periodo 15 marzo-20 aprile quando rispose agli ordini della menomata 2ª Flotta, infine sciolta dopo le gravi perdite patite nell'operazione Ten-Go (7 aprile 1945). Rientrò in Giappone in un momento imprecisato e fu dislocato con altri esemplari classe Matsu a Kure, dove andò incontro a una ridotta attività a causa della scarsità di carburante. Lì l'equipaggio lo cedette alle autorità d'occupazione statunitensi verso la fine di agosto, che provvidero a rimuovere ogni arma e attrezzatura militare; il 5 ottobre successivo il Kiri fu depennato dai registri della Marina imperiale.

### Con la Marina sovietica
Il cacciatorpediniere fu rapidamente riadattato per partecipare alla colossale opera di rimpatrio di militari e civili giapponesi, sparpagliati in Asia orientale: fu destinato a tale compito già a poche settimane dalla conclusione della guerra, che ebbe però una formale sanzione soltanto il 1º dicembre, con la formazione del 2º ministero per la Smobilitazione che (pur con la supervisione americana) ebbe sotto di sé la responsabilità della buona riuscita dell'operazione. Nel frattempo le potenze vincitrici decisero il destino dell'unità e dell'altro naviglio giapponese catturato; la spartizione avvenne nel corso di quattro incontri al quartier generale dello SCAP: durante la seconda riunione, del 17 luglio 1947, il Kiri fu assegnato all'Unione Sovietica in conto di riparazione di guerra. La cessione divenne effettiva il 29 luglio seguente e la nave fu indirizzata con un equipaggio misto alla porto secondario di Nachodka vicino a Vladivostok, da dove i giapponesi furono riportati in patria: il Kiri fu incorporato nella Flotta del Pacifico della Voenno morskoj flot con il nuovo nome Vozrozhdionnyy ma non ebbe in realtà alcun servizio effettivo. Dopo essere stato revisionato e riequipaggiato con materiale sovietico, il 17 giugno 1949 fu riclassificato a nave bersaglio e, pertanto, ridenominato TsL-25; sempre basato a Vladivostok, il cacciatorpediniere si usurò progressivamente e il 3 ottobre 1957 fu ricategorizzato come cannoniera con il nuovo nominativo PM-65.
L'ex Kiri fu depennato dai registri navali sovietici il 20 dicembre 1969 e avviato alla demolizione in seguito.